# Marco Mathieu
Marco Mathieu (Torino, 6 marzo 1964 – Torino, 24 dicembre 2021) è stato un bassista, giornalista e critico musicale italiano noto anche per essere stato lo storico bassista dei Negazione. Ha svolto anche l'attività di scrittore, viaggiatore, sceneggiatore, documentarista.

## Biografia

### 1983-1992: I Negazione
Nel 1983 Marco Mathieu fonda, assieme a Roberto "Tax" Farano, Orlando Furioso e Guido "Zazzo" Sassola la band hardcore punk chiamata Negazione, pubblicando nel 1984 la cassetta Mucchio selvaggio (Ossa Rotte Tapes / Disforia Tapes), uno split in condivisione con i Declino. È dello stesso anno la partecipazione alla compilazione International P.E.A.C.E. Benefit Compilation curata da Dave Dictor dei MDC, inserendosi così nel circuito hardcore punk internazionale legato alla fanzine di San Francisco chiamata Maximumrocknroll, che mensilmente teneva una rubrica sulla scena italiana.
Sono questi gli anni in cui Marco Mathieu si lega alle scene dei centri sociali, luoghi privilegiati per questo tipo di produzioni, partecipando così al lavoro collettivo della band caratterizzato perlopiù dall'etica DIY, producendo dischi che divennero seminali nel punk rock e nell'alternative rock, non solo italiano: sono questi gli anni furiosi di Tutti pazzi (EP, autoprodotto 1984), Lo spirito continua (Konkurrel, 1986), ...nightmare (New Beginning Records, 1987), Little Dreamer (We Bite Records, 1988), Behind the Door (We Bite Records, 1989), Sempre in bilico (We Bite Records, 1989) e 100% (We Bite Records, 1990). Con i Negazione, Marco Mathieu partecipò a tour in tutta Europa e Stati Uniti, lasciando poi la band dopo lo scioglimento che seguì alla partecipazione del Monsters of Rock del settembre 1991.
Intanto, nel 1989 Mathieu aveva iniziato a scrivere di musica per il magazine Velvet diretto da Maurizio Bianchini e Federico Guglielmi pubblicando nel numero di gennaio la recensione del primo omonimo EP dei Fugazi ed un'intervista a Lou Barlow dei Dinosaur Jr. Ad inizio anni '90 collaborò anche con Blast! e nel 1992,  poco prima della chiusura di Velvet, inizia a scrivere come collaboratore sulla neonata rivista Rumore. Inizia così una fortunata carriera, che si muoverà tra giornalismo musicale, cronaca sportiva ed attualità.

### 1993-2011: La carriera di giornalista
Ad inizio anni '90 compie viaggi nei territori dell'ex Jugoslavia in guerra, per poi raccontare queste esperienze nel suo primo libro intitolato A che ora è la fine del mondo? (Edizioni Lindau, 1995). Tra il 1995 ed il 1996, Mathieu entrò nella band post-hardcore/noise rock chiamata Fluxus, con cui realizzò l'album Non esistere (Free DB'S, 1996), per poi abbandonare per sempre il palcoscenico e dedicarsi totalmente alla carriera giornalistica. Fu questo il periodo in cui si trasferì a Milano per lavorare a GQ Italia come inviato speciale. Collabora con Tuttosport, linus e Gulliver, per poi passare alle redazioni di D - la Repubblica delle donne, Diario e Tutto Musica.
Nel 2001 TuttoMusica gli commissiona un reportage su Manu Chao, che Mathieu aveva già conosciuto a Milano in occasione di un concerto condiviso tra Mano Negra e Negazione, intervistandolo più volte negli anni successivi. Ne scaturì l'interesse per l'artista, che in quel periodo era divenuto un catalizzatore per tutto il movimento no-global, portando così Mathieu a seguirlo nel tour mondiale di Radio Bemba Sound System, per poi pubblicarne il resoconto nel libro In viaggio con Manu Chao. Giramundo Sound System (Feltrinelli, 2003).
Nel 2008 esce per la Cairo editore il suo primo libro sul calcio intitolato Il portiere di riserva. Pali, traverse, facce e panchine. Con Torino (e il Toro) nel cuore.

### 2011-2017: Marco Mathieu a la Repubblica
Nel 2011 diventa vice-caporedattore della redazione romana di la Repubblica, lavorando alla Cronaca Nazionale, agli Esteri e allo Sport.

### 2017-2021: l'incidente e la tragica morte
Il 13 luglio del 2017, mentre era in motorino ad Ostia, ha un ictus da cui ne consegue, oltre all'incidente automobilistico, un coma vegetativo che durerà per gli anni successivi. In seguito verrà trasferito nella sua Torino, dove morirà al presidio San Giacomo il 24 dicembre 2021.

## Discografia

### Album in studio
- 1986 – Lo spirito continua, LP, Konkurrel K 039/101, Paesi Bassi
- 1988 – Little Dreamer, , We Bite Records WE BITE 030, Germania
- 1990 – 100%, , We Bite Records WE BITE 071, Germania

### EP
- 1985 – Tutti pazzi, , autoprodotto, Italia
- 1985 – Condannati a morte nel vostro quieto vivere, , autoprodotto, Italia
- 1987 – ...nightmare, , New Beginning Records NUMBER THREE, USA
- 1989 – Sempre in bilico, , We Bite Records WE BITE 051, Germania
- 1989 – Behind the Door, , We Bite Records WE BITE 051, Germania

### Cassette
- 1984 – Mucchio selvaggio, , Ossa Rotte Tapes, Disforia Tapes, Italia con i Declino

### Raccolte
- 1989 – Wild Bunch the Early Days, , We Bite Records WB 057, Germania
- 2002 – Tutti pazzi 1983-1992, CD, V2 Records VVR1020532, Italia
- 2012 – Il giorno del sole, CD, Shake Edizioni, Italia
- 2017 – La Nostra Vita, , Contempo Records C01013BOX, Italia

### Compilazioni
- 1983 - L'incubo continua (LP - Disforia Tapes) - con Kollettivo, Cracked Hirn, Obiezione, Hyxteria, Crash Box, Underage.
- 1984 - International P.E.A.C.E. Benefit Compilation (2xLP, R Radical Records)
- 1986 - Emma (2xLP, M.A. Draje Records)
- 1989 - Untitled (Flexi, 7", S/Sided, We Bite Records)
- 1995 - We Bite Records 100 (2xLP, We Bite Records)
- 1995 - Hate / Love (2xCD, LoveHate80, SOA Records, Mele Marce Records)
- 1995 - Network of Friends (2xLP, Social Bomb Records)
- 1998 - Network of Friends Vol. 2 (2xLP, Plastic Bomb Records, Ataque Sonoro)

## Pubblicazioni
- A che ora è la fine del mondo?, Milano, Edizioni Lindau, 1995, ISBN 9788871801247.
- Marco Mathieu (a cura di), Green Day. Tutti i testi con traduzione a fronte, traduzione di Marco Mathieu, Milano, Giunti Editore, 2002, ISBN 88-09-02549-0.
- In viaggio con Manu Chao. Giramundo Sound System, Milano, Feltrinelli, 2003, ISBN 88-07-84028-6.
- Il portiere di riserva. Pali, traverse, facce e panchine. Con Torino (e il Toro) nel cuore, Milano, Cairo editore, 2008, ISBN 9788860521668.
- OltreNero. Nuovi fascisti italiani, Firenze, Contrasto, 2009, ISBN 9788869651878.
- Marco Mathieu (a cura di), Rete! 11 racconti sul calcio, Firenze, Giuntina, 2017, ISBN 9788880576945.

## Filmografia
- 2008 - Prigionieri
- 2014 - Socrates. Uno di noi